# Companhia de Aerosteiros
A Companhia de Aerosteiros constituiu uma unidade militar do Exército Português, criada em 1911. Inicialmente, competia-lhe assegurar as comunicações militares através da aerostação, aviação e pombos correios.
A Companhia de Aerosteiros foi a primeira unidade de aeronáutica das Forças Armadas Portuguesas e a primeira a ser equipada com aviões, sendo como tal uma precursora da aviação militar em Portugal. Esteve sediada em Vila Nova da Rainha até 1919, altura em que passou a estar instalada em Alverca. Em 1927, passou a Batalhão de Aerosteiros, o qual foi extinto em 1937.

## História
A Companhia de Aerosteiros foi criada na sequência da nova Organização Geral do Exército estabelecida pelo Decreto de 25 de maio de 1911, como parte do Serviço Telegráfico Militar da Arma de Engenharia. Constituía a única unidade das tropas de aerosteiros, estando incumbida do serviço de aerostação e pombais militares do Exército, ao qual competiam os trabalhos relativos ao estabelecimento de comunicações por meio de aerostação e aviação e de pombos correios. A unidade foi instalada em Vila Nova da Rainha, no concelho da Azambuja.
Em 1912, é integrado na Companhia de Aerosteiros o primeiro avião, um Deperdussin B, nascendo assim a aviação militar portuguesa. 
Em 1914, é criado o Serviço Aeronáutico Militar e a Escola Militar de Aeronáutica (EMA) que se instala junto à Companhia de Aerosteiros em Vila Nova da Rainha. Os aviões da Companhia de Aerosteiros passam para a EMA.
A Companhia de Aerosteiros é integrada no Serviço de Aeronáutica Militar em 1918. No âmbito da abertura do Campo de Aviação de Alverca, em 1919, a Companhia de Aerosteiros é para aqui transferida, ficando instalada junto ao Grupo Independente de Aviação de Bombardeamento (GIAB).
Em 1922, o capitão Mário Costa França e o tenente José Machado de Barros - oficiais da Companhia de Aerosteiros - executam em Alverca, a partir de um balão, o primeiro salto militar de paraquedas em Portugal.
Em 1924, a Companhia de Aerosteiros passa a fazer parte da Arma de Aeronáutica, quando esta é criada a partir da transformação do anterior Serviço de Aeronáutica Militar, mudando a designação para "Companhia de Aerostação de Observação".
A unidade é reorganizada em 1927 e transformada em Batalhão de Aerosteiros.
O Batalhão de Aerosteiros é extinto em 1937.